# Septoria geranii
Septoria geranii är en svampart som beskrevs av Roberge ex Desm. 1853. Septoria geranii ingår i släktet Septoria och familjen Mycosphaerellaceae.   Inga underarter finns listade i Catalogue of Life.